# مونديلفاري (قمر)
Mundilfari أو زحل الخامس والعشرين، هو فمر لكوكب زحل. اكتشفه بريت جلادمان وآخرون في عام 2000. التعيين مؤقت له S/2000 S 9. يبلغ قطره حوالي 5.6 كيلومتر، ويدور حول زحل على مسافة متوسطة 18،360 ميغامتر في 928.806 يوما، على ميل من 170 درجة لمسير الشمس (150 درجة لزحل خط الاستواء)، في اتجاه رجعي والشذوذ المداري له 0.198.
تشكل من حطام فوبي في لحظة زمنية ما.
سمي في آب / أغسطس 2003 من الميثولوجيا الإسكندنافية.